# Idiocnemis polhemi
Idiocnemis polhemi – gatunek ważki z rodziny pióronogowatych (Platycnemididae).